# 阿里山菝葜
阿里山菝葜（学名：Smilax arisanensis），也称为尖叶菝葜，为菝葜科菝葜屬下的一个种。